# Allen Carr
Allen Carr (Londres, 2 de septiembre de 1934 - Benalmádena, 29 de noviembre de 2006) fue un escritor inglés.
Fue un escritor de libros de autoayuda, en los cuales usa métodos originales y radicales basados en la propia experiencia y en la que le proporcionó los muchos años de trabajo en la clínica para dejar de fumar, que creó en Londres hacia 1984, para vencer la adicción al tabaco.

## Biografía
Allen Carr empezó a fumar en 1952 (a los 18 años de edad) durante su servicio militar. Desde 1958 trabajó como contable. Durante 30 años fumó entre 60 y 100 cigarrillos diarios. Dejó de fumar el 15 de julio de 1983 (a los 48 años de edad) tras una sesión de hipnosis a la que asistió porque su esposa se lo pidió. Le llevó solo dos horas dejar de fumar, esto fue lo que le motivó a escribir su libro más conocido. En su método se incluyen técnicas de hipnosis aunque prima el aprendizaje positivo de las causas del origen del tabaquismo y de su persistencia en los fumadores....
Su libro Es fácil dejar de fumar si sabes cómo es el libro de autoayuda sobre dejar de fumar más vendido del mundo. En él explicaba su propio método para dejar de fumar, llamado Easyway'.
Muchas empresas y organizaciones, tanto en España como en otros países, han utilizado el programa Allen Carr's Easyway, basado en el libro y el método, e incluso se han producido programas de televisión basados en él.
Actualmente existen centros Easy-way en muchos países: Reino Unido, Holanda, México, Alemania, Japón, Australia o Israel, donde se realizan conferencias basadas en el libro.
Carr también escribió libros de autoayuda sobre temas como perder peso o dejar el alcohol.
Carr dijo: "Si uno parte de que he curado al menos a diez millones de fumadores de su adicción, entonces ha valido la pena pagar este precio".Pienso que se referiría a los años que fue fumador pasivo mientras trabajaba en su clínica en Londres; los pacientes podían fumar hasta que la sesión acababa con el acto de fumar su último cigarro.  "Cuando fumé mi último cigarrillo, comenzó la época más feliz de mi vida", solía decir.
A finales de julio de 2006 a la edad de 71 años, le diagnosticaron cáncer de pulmón.
Al mes siguiente se supo que era terminal y que su expectativa de vida era de unos nueve meses.
Falleció el 29 de noviembre de 2006 en su casa en la localidad española de Benalmádena (provincia de Málaga).

## Publicaciones
- Es fácil dejar de fumar si sabes cómo (The easy way to stop smoking)
- Es fácil dejar de fumar para siempre.(que no se debe confundir con Es fácil dejar de fumar si sabes cómo The easy way to stop smoking) El libro original, de Es fácil dejar de fumar para siempre, se titula Stop smoking now.
- The only way to stop smoking permanentely(La única manera de dejar de fumar permanentemente)(todavía,escribo el 30-12-22, no tiene traducción en España.Es un amplia y exhaustiva descripción de la adicción a la nicotina)
- Cómo hacer que tus hijos dejen de fumar
- Cómo superar el miedo a volar (The easy way to enjoy flying)
- Es fácil perder peso (Allen Carr's easy way to lose weight)
- Es fácil controlar el consumo de alcohol (Allen Carr's easy way to control alcohol)
- Es fácil que las mujeres dejen de fumar (Allen Carr's easy way for women to stop smoking)
- Es fácil dejar de preocuparse (The easy way to stop worrying).
- Es fácil tener éxito (Allen Carr's easy way to be successful).
- No más dietas.